# Villa rustica de la Vlădila (2)
Villa rustica este situată în vatra satului Vlădila din județul Olt, lângă fostul sediu al C.A.P.-ului. 

## Legături exerne
- Roman castra from Romania (includes villae rusticae) - Google Maps / Earth Arhivat în 5 decembrie 2012, la Archive.is